# ЖРК Медицинар Шабац
Женски рукометни клуб „Медицинар“ Шабац је основан 29. јуна 1975. године, на оснивачкој Скупштини, а на иницијативу Наставничког већа Медицинске средње школе, Општинске конференције Социјалистичког савеза радног народа и Савеза за физичку културу у Шапцу.

## Историјат женског рукомета у Шапцу
Прве званичне утакмице женског рукомета у Шапцу забележене су 1952. године на Првомајском турниру средњих школа. Победник је била екипа Шабачке гимназије. Након освајања другог места екипе Медицинске школе на спортским играма Србије, школа је покренула иницијативу за формирање женског рукометног клуба.

## Историјат клуба

### Период 1975 - 1996
По оснивању за председника клуба је изабран Драган Медић, професор у Mедицинској школи, док је у афирмацији клуба значајну помоћ пружио рукометни клуб „Металопластика“ потписивањем споразума о дугорочној сарадњи 1977. године. Прву такмичарску сезону 1975/76. године, клуб је започео у најнижем рангу, у тадашњој Другој српској лиги, где је убедљиво освојио прво место и већ 1978. године осваја прво место у Првој српској лиги и постаје члан Друге савезне лиге где се такмичио са екипама из Савезних република Македоније, Црне Горе и Србије. 

### Период 1996 - 2004
Дугогодишњи циљ клуба да се такмичи у највишем рангу, у Супер лигу, остварен је 1996. године, где се са променљивим успехом такмичило све до сезоне 2000/2001. када се вратило у друголигашко друштво. Ово је један од преломних периода у развоју РК Медицинара. Дошло је до смене до смене генерација и у нову такмичарску сезону екипа је ушла освежена девојчицама из свог пионирског погона. 
У сезони 2002/2003. године млада екипа Медицинара предвођена тренером Ђорђем Рашићем је са максималним учинком освојила прво место у Другој лиги и оствариле повратак у Супер лигу. За остварене изванредне резултате клуб је 2002. и 2003. године проглашен за најуспешнији спортски колектив у Шапцу. Највећи успех у историји клуба остварен је у сезони 2003/04. године освајањем четвртог места у националном првенству а тиме и први излазак на европску сцену и пласман у полуфинале купа Србије и Црне Горе. 

### Период 2004 - 2015
Као дебитант у ЕХФ Купу Медицинар је убедљиво у оба сусрета савладао екипу мостарског Галеба. У шеснаестини финала елиминисан је од Гудмеа у којима је дански представник на оба сусрета био домаћин. У години у којој је шабачки клуб прославио тридесетогодишњицу постојања поново је остварио пласман у ЕХФ Куп. И овога пута оба меча је играо у гостима. Елиминисан је у 2. колу у Анкари од домаће екипе Халвесан. Све до сезоне 2010/11. Медицинар је био стабилан суперлигаш. У предпоследњем колу против Цепелина у Шапцу сваки резултат осим пораза већег од четири разлике гарантовао је опстанак у лиги. Неочекивано Београђанке су победиле са 31:25 и сачувале статус суперлигаша док су Шапчанке после осам сезона по други пут у историји морале да се преселе у нижи ранг. 
Након тога клуб се нашао у најтежој ситуацији од оснивања. Због слабог рада тадашњег руководства клуб је се нашао у два ранга ниже. Пред почетак сезоне 2011/12. изабрана је нова управа клуба коју су сачињавали бивше играчице и пријатељи клуба. За три године Медицинар је искључиво са играчким и стручним кадром пониклим у клубу (чиме се не може похвалити ни један клуб у земљи) успео 2014. године да се врати у елитни ранг у којем је провео 14 сезона.